# Пулькау
Пулькау (нем. Pulkau) — город  в Австрии, в федеральной земле Нижняя Австрия. 
Входит в состав округа Холлабрун.  Население составляет 1551 человек (на 31 декабря 2005 года). Занимает площадь 36,66 км². Официальный код  —  31035.

## Политическая ситуация
Бургомистр коммуны — Манфред Марихарт (АНП) по результатам выборов 2005 года.
Совет представителей коммуны (нем. Gemeinderat) состоит из 19 мест.
- АНП занимает 14 мест.
- СДПА занимает 5 мест.

## Города-побратимы
- Моравске-Будеёвице (Чехия)